# Fondo índice

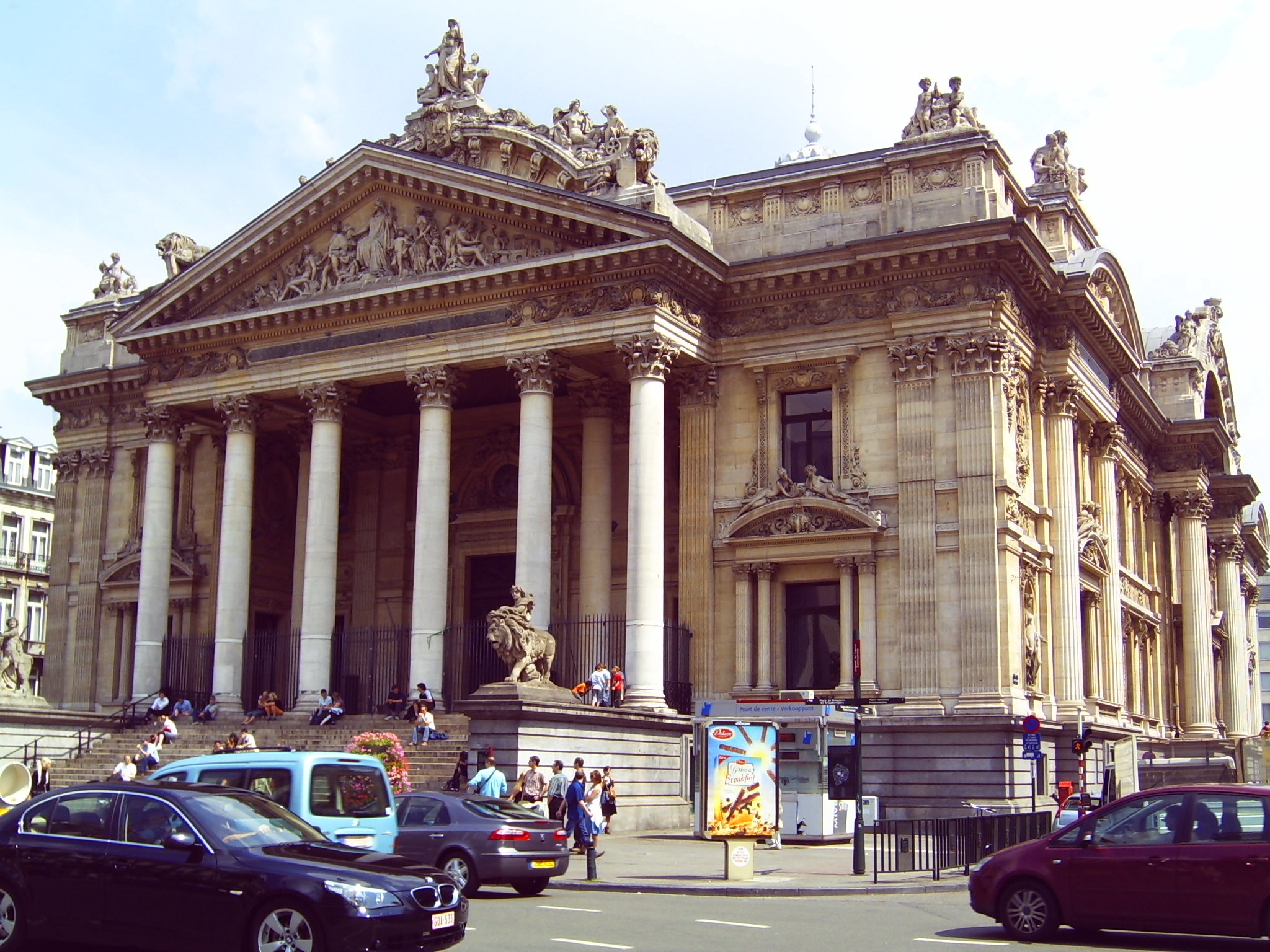
Bolsa de Bruselas

Un fondo índice es un fondo de inversión de renta fija o variable que trata de replicar el comportamiento de un determinado índice del mercado, como pueden ser por ejemplo el IBEX 35, el Eurostoxx 50, el Nikkei 225 o el S&P 500 o también una determinada cesta de valores, dentro de renta variable o algún tipo de interés de referencia en el caso de renta fija.
Los fondos índices también se conocen como fondos indexados, debido a que siguen a los índices, por lo tanto se indexan.
Es común confundir los fondos indexados con los fondos cotizados, dado que tienen muchas características en común. La principal diferencia entre los fondos indexados y los fondos cotizados es que los fondos cotizados sí que cotizan en los mercados de valores. El precio de los fondos cotizados varía en todo momento.
En cambio, los fondos indexados no cotizan en la bolsa, y su precio se fija habitualmente una vez al día.

## Historia
El 24 de mayo de 1967 Richard Allen Beach fundó la empresa Qualidex, Fund, Inc. En octubre de 1970 la empresa fue declarada como fondo índice Dow Jones 30 (DJI 30). El registro correspondiente fue recibido el 31 de julio de 1972. Fue el primer fondo índice en la historia.

## Ventajas
Referentes de la inversión y las finanzas como Warren Buffet o John C. Bogle llevan décadas promulgando los Fondos Índice como un ejemplo recomendable de inversión por su estabilidad, largoplacismo y relativos bajos costes.
Los fondos índices llevan una gestión pasiva, es decir, replican la composición del indicador (benchmark) que tienen como referencia, sin que los gestores tomen decisiones relativas a la ponderación de los valores que se incluyen dentro del fondo o los sectores preferidos. La principal ventaja de este tipo de fondos es que las comisiones de gestión son inferiores a las del resto de fondos que mantienen una gestión activa. Las entradas típicas varían de 0.1% para las empresas grandes de los EE. UU. a 0.7% para los mercados en desarrollo. En promedio el fondo mutuo gestionado activamente cobra la comisión en la cuantía de 1.15%. Para mayoría de inversionistas también es difícil superar los valores del índice S&P 500.
Tal estrategia de inversión supone automáticamente la diversificación de la cartera, ya que el inversionista al comprar el índice tendrá una porción pequeña en todas las empresas incluidas en el índice.

## Faltas
La falta principal de los fondos índice es el seguimiento automático ciego de mercado, cuyo resultado será que el inversionista llegue a ser muy vulnerable ante las burbujas especulativas.
Si las reglas de cálculo del índice estén ajustadas incorrecto, será posible el crecimiento del índice, incluso a pesar de que las empresas que forman parte del índice se reducen en total. En este caso la gente que haya invertido en el índice, podrá perder. En promedio conforme todos los fondos índice el error en el cálculo del índice es de 38 puntos básicos.
A causa de la demanda elevada del fondo índice, en la empresa que se agrega al índice popular puede haber el choque de demanda, y en la empresa que se excluye del índice similar puede haber el choque de oferta, y esto cambia el precio.